# Zwi Zamir

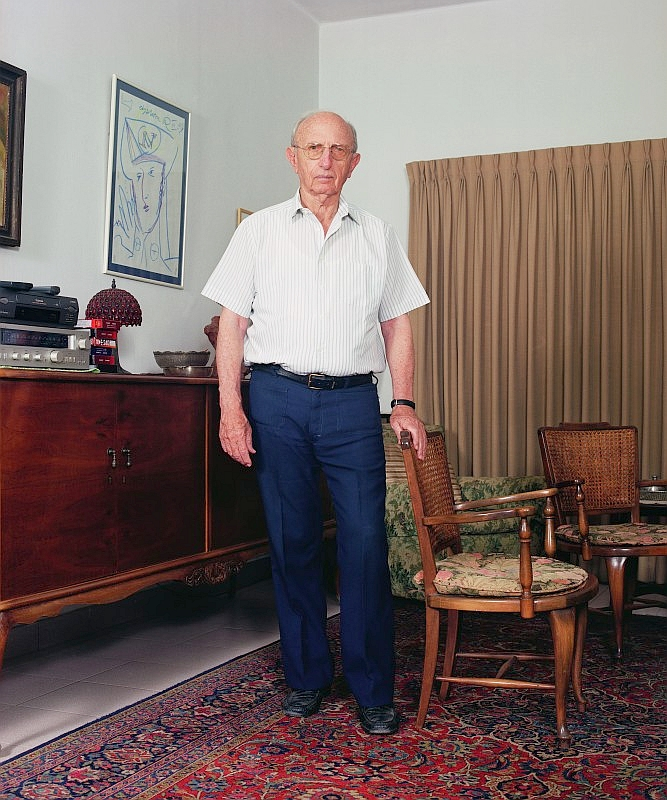
Zwi Zamir (um 2004)

Zwi Zamir (hebräisch צְבִי זָמִיר Zvī Samīr; * 3. März 1925 in Łódź, Polen; † 2. Januar 2024 in Tel Aviv), Spitzname Zwika, war ein israelischer Generalmajor (Aluf). Er war von 1968 bis 1974 Direktor des israelischen Geheimdienstes Mossad.

## Leben
Zwi Zamir kam im Zuge der vierten Alija im Alter von sieben Monaten mit seinen Eltern nach Palästina. 1942 trat er mit 17 Jahren in den Palmach ein. 1946 wurde er von der britischen Polizei verhaftet und erst ins Gefängnis und dann ins Lager Latrun gesperrt – wie viele künftige Führungskräfte des Staates Israel. Im Dezember 1947, nach dem Brand des jüdischen Geschäftsviertels in Jerusalem, erhielt er den Auftrag, das 6. Bataillon des Palmach aufzubauen. Es hatte die Aufgabe, die Straßenverbindung zwischen Jerusalem und Tel Aviv vor arabischen Angriffen zu schützen. Ende April 1948 ging das Bataillon nach schweren Kämpfen in Ruhestellung in der Nähe von Chadera. Später wurde es der Harel-Brigade unterstellt.
Zamir nahm am Palästinakrieg teil; er wurde im Jahr 1949 einer der ersten Ausbilder für neue Bataillonskommandeure in den Israelischen Streitkräften und bildete 1950 auch höherrangige Offiziere aus. Von 1951 bis 1953 stand er an der Spitze der Giv’ati-Brigade. In den Jahren 1953 bis 1954 besuchte er das Staff College Camberley in Großbritannien. Nach dem Abschluss kehrte er nach Israel zurück und übernahm die Leitung der Infanterieschule. 1956 wurde er Mitglied des Generalstabs. Während des Sinai-Feldzuges kommandierte er die Carmeli-Brigade. Im Jahr 1957 wurde er zum Studium beurlaubt und nahm an der Hebräischen Universität Jerusalem ein geisteswissenschaftliches Studium auf. Im Jahr 1960 wurde er Chef der Ausbildungsdivision im Generalstab und im Oktober 1961 zum Generalmajor befördert.
Von 1962 bis 1965 hatte Zamir seinen letzten militärischen Kommandoposten als Chef der Truppen im Süden Israels inne. Im Juli 1966 begann er seinen Dienst als Militärattaché in Großbritannien und Skandinavien. 1968 ernannte ihn Premierminister Levi Eschkol zum Direktor des Mossad. Zamir trat damit die Nachfolge von Meir Amit an.
Die wichtigsten Operationen des Mossad in Zamirs Amtszeit waren die auf die Geiselnahme 1972 in München folgende Offensive gegen den palästinensischen Terrorismus, die Organisation der Einwanderung von Juden aus Syrien und dem Irak nach Israel sowie die Unterstützung kurdischer Rebellen im Irak und christlicher Milizen im Sudan. In beide Länder reiste er mehrfach selbst, um die Operationen vor Ort zu überwachen.
Zwi Zamir verstarb am 2. Januar 2024 im Alter von 98 Jahren in Tel Aviv.

## Familie
Zwi Zamirs Tochter ist die Schriftstellerin Michal Zamir.

## Trivia
Im Film Die 21 Stunden von München wurde Zamir von Anthony Quayle und in Steven Spielbergs Film München von Ami Weinberg gespielt.

## Dokumentarfilm
- Duki Dror: Im Innern des Mossad. Israels Agenten erzählen. Dokumentarfilm mit O-Tönen Zamirs. Deutschland 2017, 92 Minuten.